# Hauptsturmführer

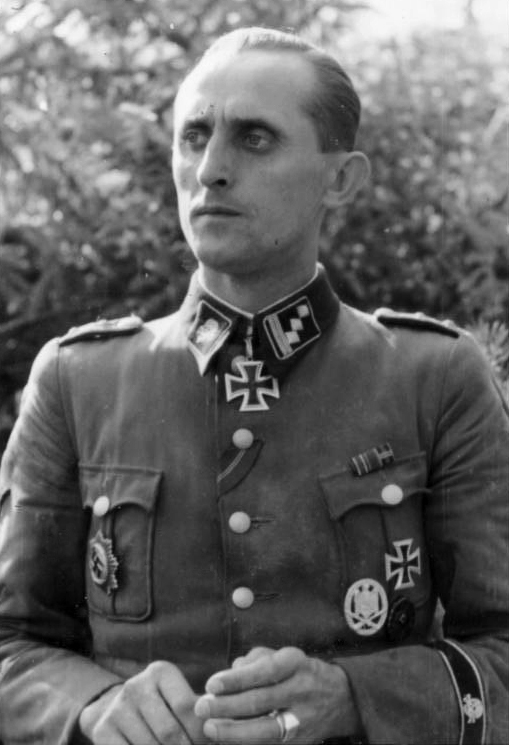
Max Seela, als SS-Hauptsturmführer van de Waffen-SS

Hauptsturmführer was een door de Nationaalsocialistische Duitse Arbeiderspartij ingestelde paramilitaire rang die gebruikt werd door verscheidene nazistische organisaties zoals de SS, de NSKK en de NSFK.
De Hauptsturmführer was een middelniveauofficier in de compagnie. De rang was equivalent aan een kapitein (Hauptmann) in het Duitse leger en ook aan andere kapiteinsrangen in de buitenlandse legers.
Hauptsturmführer was de meest gehouden SS-officiersrang gedurende de Tweede Wereldoorlog.
De rang van Hauptsturmführer ontwikkelde zich vanuit de veel oudere rang van Sturmhauptführer, die gecreëerd was in 1928 als een rang van de Sturmabteilung (SA). De SS gebruikte de rang van Sturmhauptführer van 1930 tot 1934. Op dat moment volgde de Nacht van de Lange Messen, de naam van de rang werd toen veranderd naar Hauptsturmführer ofschoon de insignes hetzelfde bleven.
Het insigne van een Hauptsturmführer bestond uit drie zilveren ruiten diagonaal en twee zilveren strepen verticaal op een zwart vierkant, gedragen aan de tegen(over)gestelde kant van het eenheidsembleem.
Op het veldgrijze dienstuniform, werden de epauletten van een Wehrmacht-Hauptmann gedragen. De rang van een Hauptsturmführer was een hogere dan de Obersturmführer en lager dan de Sturmbannführer.

## Personen met deze rang
Enkele beruchte SS-leden met de rang van Hauptsturmführer:
- Ferdinand aus der Fünten, een van de Vier van Breda
- Josef Mengele, de beruchte dokter van Auschwitz
- Klaus Barbie, Gestapo-chef van Lyon, Frankrijk
- Alois Brunner, Adolf Eichmanns assistent
- Amon Göth, ter dood veroordeeld en opgehangen voor het plegen van massamoord gedurende de liquidaties in de getto's van Tarnów en Krakau en de kampen van Szebnie en Plaszow

Insignes van de rang Hauptsturmführer
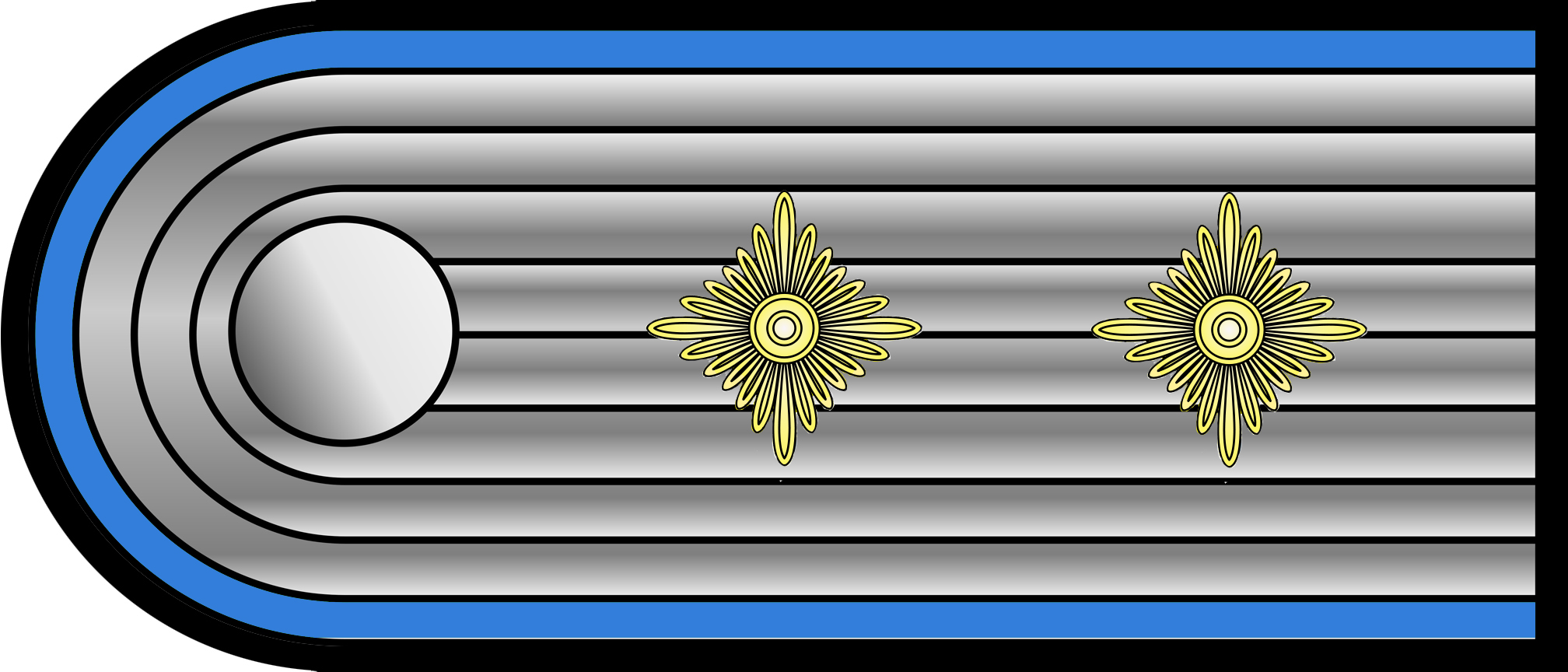
Epaulet
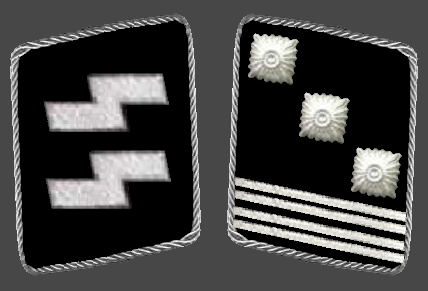
Kraagspiegels
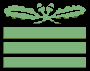
Mouw camouflageparka